# João Palhinha
Artikeln följer den portugisiska namnseden; faderns efternamn är Lobo Alves och moderns efternamn Palhinha Gonçalves.
João Maria Lobo Alves Palhares Costa Palhinha Gonçalves, född 9 juli 1995, är en portugisisk fotbollsspelare som spelar för Tottenham Hotspur, på lån från Bayern München.

## Klubbkarriär
Den 4 juli 2022 värvades Palhinha av Fulham, där han skrev på ett femårskontrakt. Den 11 juli 2024 värvades Palhinha av Bayern München, där han skrev på ett fyraårskontrakt. Den 3 augusti 2025 anslöt Palhinha till Tottenham Hotsput på lån för säsongen 2025-26, med en option att göra övergången permanent för 30 miljoner euro.

## Landslagskarriär
Palhinha debuterade för Portugals landslag den 24 mars 2021 i en 1–0-vinst över Azerbajdzjan, där han blev inbytt i den 88:e minuten mot Rúben Neves.